# 차 의식
차 의식(茶儀式)은 차를 만들고 나서 차례를 지내고 마시는 것에 대한 의식이다. 아시아에서 발생하였으며, 각 문화권 별로 다양한 차 의식이 존재한다. 주로 동양권에서 많이 행해지고 있다.
다례, 사도, 차예 등은 모두 의미상으로는 차 의식을 일컫는 말이지만, 다례는 한국의 차 의식, 사도는 일본의 차 의식, 차예는 중국의 차 의식을 말하는 경향이 있다.

## 다도
다도(茶道)는 차를 달이거나 마실 때, 그리고 손님에게 권할 때의 예법이다.

## 같이 보기
- 다례(茶禮): 한국의 차 의식
- 차이(茶藝): 중국의 차 의식
- 다도(茶道): 일본의 차 의식
- 커피 의식